# Монастирище (заказник, Чорнухинський район)
Монастири́ще — ландшафтний заказник місцевого значення в Україні. Об'єкт природно-заповідного фонду Полтавської області.
Розташований у межах Лубенського району на північно західній околиці села Постав-Мука.
Площа 733 га. Створений рішенням Полтавської обласної ради від 27.10.1994 року. Перебуває у Користуванні ДП «Пирятинський лісгосп» (Вороньківське лісництво, кв. 15-35, Чорнухинське лісництво, кв. 66).
Охороняються соснові та дубові насадження на місцевості з пересіченим рельєфом, у заболочених місцях зростає вільха чорна та береза повисла. У підвищеній частині заказника розташовані «Шведські вали», де частково збереглася природна степова рослинність: ковила волосиста, Гвоздика армерійовидна, дзвоники болонські та широколисті.

## Галерея

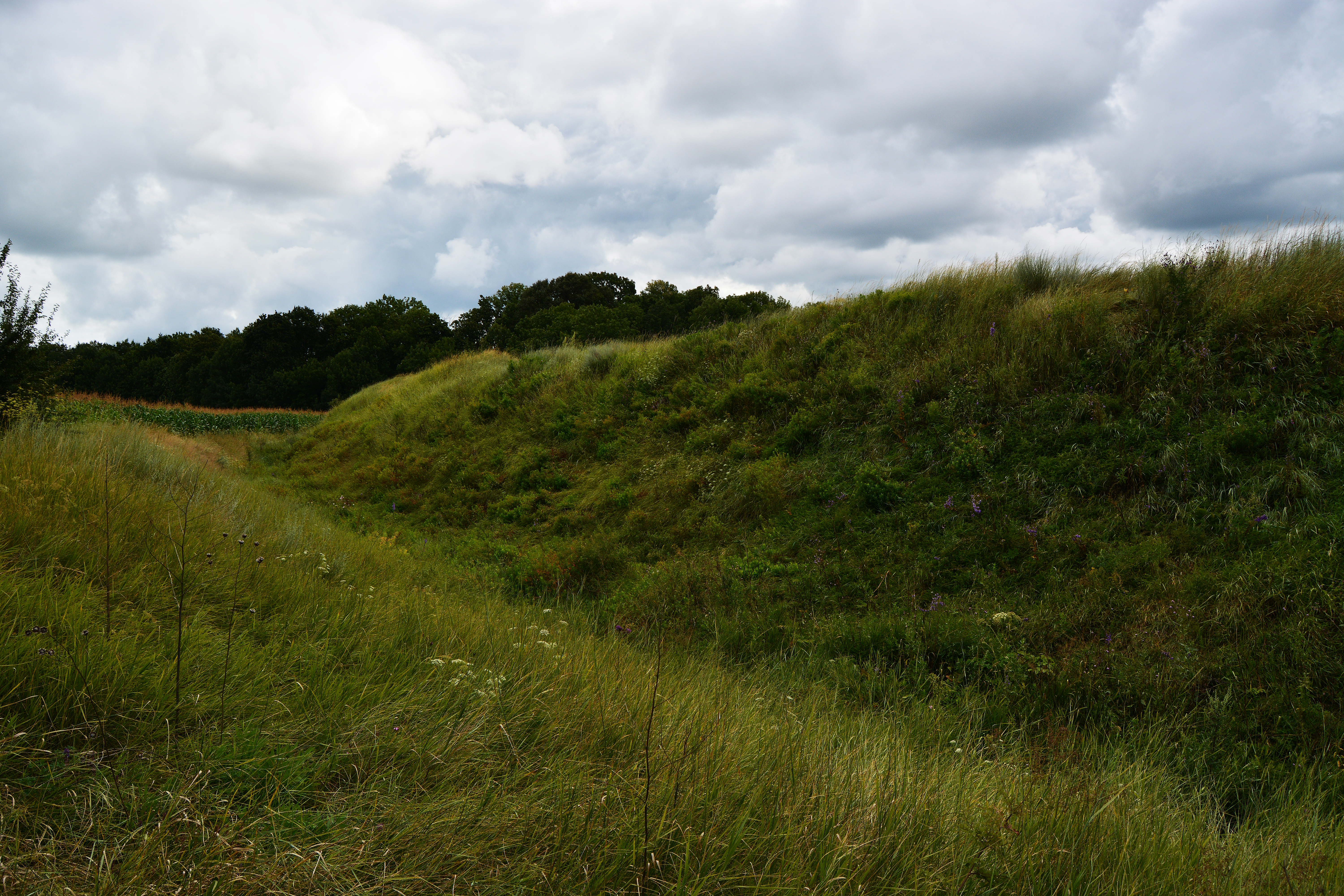
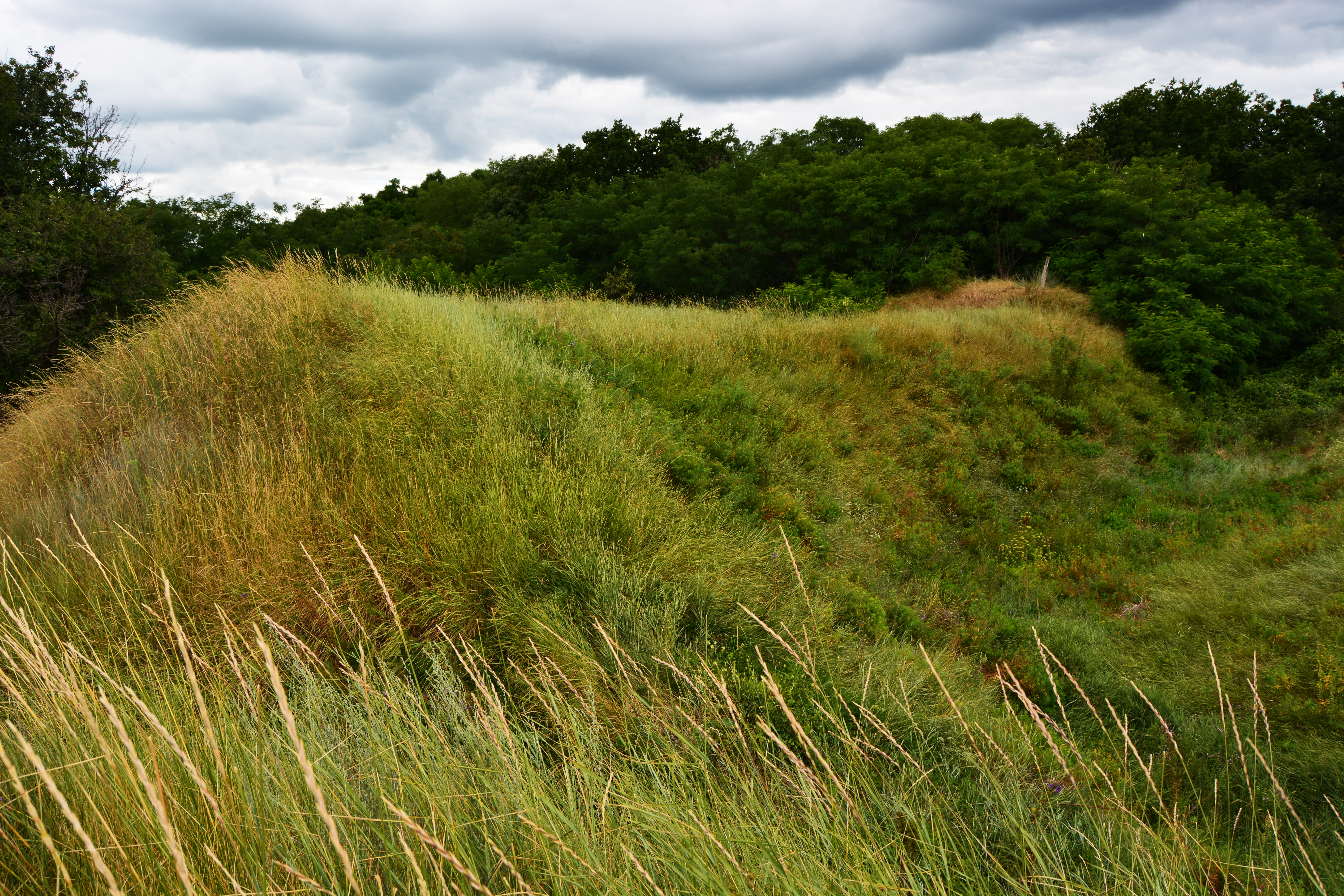
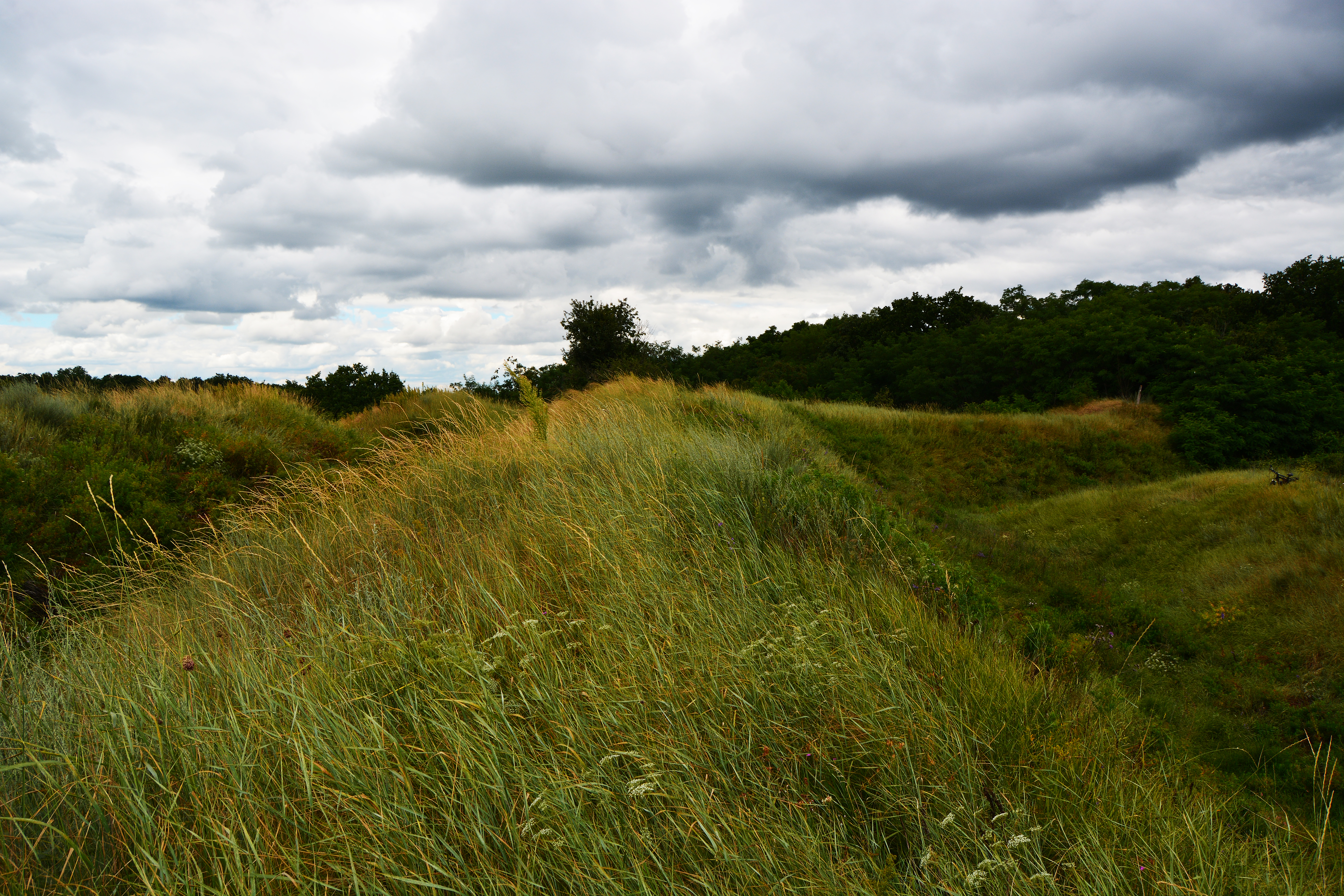